# Харачин (хошун)
41°55′28″ пн. ш. 118°42′02″ сх. д. / 41.92444° пн. ш. 118.70063° сх. д.
Харачин (кит. 喀喇沁旗, пін. Kālăqìn Qí, трансліт. Harqin) — один із повітів КНР у складі префектури Чифен, Внутрішня Монголія. Адміністративний центр — містечко Цзіньшань.

## Географія
Харачин у середньому лежить на висоті близько 730 метрів над рівнем моря на захід від гір Сіляотошань.

### Клімат
Хошун знаходиться у зоні, котра характеризується вологим континентальним кліматом з теплим літом. Найтепліший місяць — липень із середньою температурою 22,6 °C. Найхолодніший місяць — січень, із середньою температурою -10,5 °С.
| Клімат хошуну Харачин                              | Клімат хошуну Харачин | Клімат хошуну Харачин | Клімат хошуну Харачин | Клімат хошуну Харачин | Клімат хошуну Харачин | Клімат хошуну Харачин | Клімат хошуну Харачин | Клімат хошуну Харачин | Клімат хошуну Харачин | Клімат хошуну Харачин | Клімат хошуну Харачин | Клімат хошуну Харачин | Клімат хошуну Харачин |
| Показник                                           | Січ.                  | Лют.                  | Бер.                  | Квіт.                 | Трав.                 | Черв.                 | Лип.                  | Серп.                 | Вер.                  | Жовт.                 | Лист.                 | Груд.                 | Рік                   |
| Середній максимум, °C                              | −3                    | 1                     | 7,8                   | 16,3                  | 23,1                  | 26,7                  | 28,8                  | 27,5                  | 22,9                  | 15,3                  | 5,4                   | −1,6                  | 14,2                  |
| Середня температура, °C                            | −10,5                 | −6,8                  | 0,4                   | 9,2                   | 16,2                  | 20,2                  | 22,6                  | 20,8                  | 15,3                  | 7,6                   | −1,6                  | −8,5                  | 7,1                   |
| Середній мінімум, °C                               | −16,1                 | −13                   | −6,2                  | 2,2                   | 9,1                   | 14,1                  | 17,1                  | 15,2                  | 8,8                   | 1,3                   | −7,1                  | −13,8                 | 1                     |
| Норма опадів, мм                                   | 0.9                   | 2.4                   | 7.6                   | 19.5                  | 46.7                  | 88.6                  | 122.2                 | 75.5                  | 39.3                  | 25                    | 9.4                   | 1                     | 438.1                 |
| Вологість повітря, %                               | 44                    | 40                    | 37                    | 37                    | 41                    | 58                    | 68                    | 69                    | 62                    | 52                    | 49                    | 46                    | 50                    |
| -------------------------------------------------- | --------------------- | --------------------- | --------------------- | --------------------- | --------------------- | --------------------- | --------------------- | --------------------- | --------------------- | --------------------- | --------------------- | --------------------- | --------------------- |
| Джерело: Дані метеостанції №54313 (КНР, 1991-2020) |                       |                       |                       |                       |                       |                       |                       |                       |                       |                       |                       |                       |                       |